# Emanuel Backhaus
Emanuel Maria Emil Karl Backhaus (* 17. Juni 1884 in Bremen; † 28. November 1958 in München) war ein deutscher Rechtsanwalt, Politiker (NSDAP) und Präsident der Bremischen Bürgerschaft.

## Biografie
Backhaus war der Sohn des Kaufmanns und Publizisten Wilhelm Emanuel Backhaus und dessen zweiter Ehefrau Marie Caroline Amalie, geb. Schwabe. Er absolvierte bis 1903 das Alte Gymnasium in Bremen. Er studierte Rechtswissenschaften an den Universitäten in Kiel, Berlin und Bonn. Er promovierte zum Dr. jur. und war dann in Bremen als Rechtsanwalt tätig. Er trat zum 1. Juni 1930 der NSDAP bei (Mitgliedsnummer 251.314) und wurde am 30. November 1930 Mitglied der Bremischen Bürgerschaft, am 8. Mai 1931 deren Vizepräsident und am 23. Oktober Präsident der Bürgerschaft.
In einem offenen Brief beklagte er sich am 21. Oktober 1932 bei Adolf Hitler über das rüpelhafte Verhalten seiner Parteimitglieder in der Bürgerschaft, über das brutale Machtstreben der Partei und ihre Willkür, legte daraufhin seine Ämter nieder und trat aus der Partei aus. „Freilich ging er nicht ohne Wehmut. „Die Trennung wird mir bitter schwer“, ließ er Hitler wissen. Doch die „wegwerfende, unsachliche und undankbare Art“, mit der das Parteiorgan Völkischer Beobachter einen verdienten SA-Führer behandelt habe, habe ihm den Rest gegeben. Denn: „Das war ja gerade ein nordischer Rassezug, dieser Zwang zu innerer Wahrhaftigkeit und Bekennermut. Jetzt kann ich nicht mehr.““
Der Offene Brief wurde national in der Presse breit abgedruckt und sorgte für Aufruhr; seine politische Karriere war damit beendet. Er arbeitete wieder als Rechtsanwalt und Notar, zog später nach München, wo er von 1945 bis 1946 ehrenamtliches Mitglied im Stadtrat von München war. Er starb dort am 28. November 1958; die Beisetzung fand am 3. Dezember 1958 im Familiengrab auf dem Bremer Friedhof Riensberg, Grabstelle: AA 127, statt.

### Ehrungen
- Die Emanuel-Backhaus-Straße in Obervieland wurde 1968 nach ihm benannt. Die Benennung ist wegen Backhaus’ nationalsozialistischer Vergangenheit umstritten. In einer Sitzung des Verkehrsausschusses am 12. Juli 2021 wurde die Umbenennung der Straße abgelehnt. Laut Berichterstattung des Weser Kuriers haben sich die Anwohner aus rein pragmatischen Gründen gegen eine Umbenennung ausgesprochen.

## Werke
- Das Verordnungsrecht in den deutschen Kolonien, Bremen, Hauschild 1908 (Heidelberg, Jur. Fak., Ref. Anschütz, Diss. v. 1908), Online-Ausgabe: Staats- und Universitätsbibliothek Bremen 2017 https://brema.suub.uni-bremen.de/urn/urn:nbn:de:gbv:46:1-7893